# 21914 Мелакабінофф
21914 Мелакабінофф (21914 Melakabinoff) — астероїд головного поясу, відкритий 3 листопада 1999 року.
Тіссеранів параметр щодо Юпітера — 3,561.